# Chone Figgins
Chone Figgins (nacido el 22 de enero de 1978, en Leary, Georgia, Estados Unidos) es un segunda base de las Grandes Ligas de Béisbol que actualmente juega para Seattle Mariners . En 2002, ganó una serie mundial con Los Angeles Angels of Anaheim.

## Trayectoria

### Los Angeles Angels of Anaheim
Figgins debutó en las Grandes Ligas el 25 de agosto de 2002, donde participó en 6 partidos de postemporada, ganando una Serie Mundial con los Angelinos.
Además de su buen promedio de bateo, lo más destacado del juego Figgins es su capacidad para robar bases.
Fue su especialidad en 2005, robadando 62.
Entre 2006 y 2009, robó 52, 41, 34 y 42 bases para los Angelinos.
En el 2007, tiene uno de los mejores promedios de bateo (.330).

### Seattle Mariners
El 8 de diciembre de 2009, Chone Figgins firmó con los Marineros de Seattle un contrato por $ 36 millones para 4 años .